# Echthromorpha inimica
Echthromorpha inimica är en stekelart som först beskrevs av Smith 1863.  Echthromorpha inimica ingår i släktet Echthromorpha och familjen brokparasitsteklar. Inga underarter finns listade i Catalogue of Life.